# Campeonato Mundial de Atletismo de 2013 - Maratona feminina
A prova da maratona feminina do Campeonato Mundial de Atletismo de 2013 foi disputada no dia 10 de agosto  no Estádio Lujniki, em Moscou. 

## Recordes
| Tipo                  | Atleta          | Tempo   | Local     | Data                 | Ref |
| --------------------- | --------------- | ------- | --------- | -------------------- | --- |
|                       | Paula Radcliffe | 2:15:25 | Londres   | 13 de abril de 2003  | ver |
| Recorde do campeonato | Paula Radcliffe | 2:20:57 | Helsinque | 14 de agosto de 2005 | ver |

## Medalhistas
| Ouro                | Prata                 | Bronze               |
| Edna Kiplagat (KEN) | Valeria Straneo (ITA) | Kayoko Fukushi (JPN) |

## Cronograma
| Data         | Hora  | Evento |
| ------------ | ----- | ------ |
| 10 de agosto | 14:00 | Final  |

O horário é local (UTC +4)

## Resultado

### Final
A corrida teve início às 14:00
.
| Classificação     | Atleta                       | Nacionalidade   | Tempo    | Nota |
| ----------------- | ---------------------------- | --------------- | -------- | ---- |
| Medalha de ouro   | Edna Kiplagat                | Quênia          | 2h25'44" |      |
| Medalha de prata  | Valeria Straneo              | Itália          | 2h25'58" | PS   |
| Medalha de bronze | Kayoko Fukushi               | Japão           | 2h27'45" |      |
| 4                 | Ryoko Kizaki                 | Japão           | 2h31'28" |      |
| 5                 | Alessandra Aguilar           | Espanha         | 2h32'38" |      |
| 6                 | Emma Quaglia                 | Itália          | 2h34'16" | PS   |
| 7                 | Madaí Pérez                  | México          | 2h34'24" | PS   |
| 8                 | Kim Hye-Gyong                | Coreia do Norte | 2h35'49" |      |
| 9                 | Deena Kastor                 | Estados Unidos  | 2h36'12" | PS   |
| 10                | Susan Partridge              | Grã-Bretanha    | 2h36'24" |      |
| 11                | Jessica Trengove             | Austrália       | 2h37'11" | PS   |
| 12                | Diana Lobačevskė             | Lituânia        | 2h37'48" |      |
| 13                | Aberu Kebede                 | Etiópia         | 2h38'04" |      |
| 14                | Kim Hye-Song                 | Coreia do Norte | 2h38'28" |      |
| 15                | Lishan Dula                  | Bahrein         | 2h38'47" | PS   |
| 16                | Sonia Samuels                | Grã-Bretanha    | 2h38'47" | PS   |
| 17                | Sin Yong-Sun                 | Coreia do Norte | 2h39'22" |      |
| 18                | Dorothy McMahan              | Estados Unidos  | 2h39'52" | PS   |
| 19                | Ding Changqin                | China           | 2h40'13" |      |
| 20                | Živilė Balčiūnaitė           | Lituânia        | 2h41'09" | SQ   |
| 21                | Albina Mayorova              | Rússia          | 2h41'19" |      |
| 22                | Nadezdha Leonteva            | Rússia          | 2h42'49" |      |
| 23                | Jeannette Faber              | Estados Unidos  | 2h44'03" | PS   |
| 24                | Lucy Wangui Kabuu            | Quênia          | 2h44'06" | PS   |
| 25                | Alina Armas                  | Namíbia         | 2h45'09" |      |
| 26                | Alevtina Biktimirvova        | Rússia          | 2h45'11" |      |
| 27                | Tatyana Aryasova             | Rússia          | 2h45'27" |      |
| 28                | Wei Xiaojie                  | China           | 2h46'46" |      |
| 29                | Kalliopi Astropekaki         | Grécia          | 2h47'12" |      |
| 30                | Remalda Kergytė              | Lituânia        | 2h47'30" |      |
| 31                | Kateryna Karmanenko          | Ucrânia         | 2h48'18" | PS   |
| 32                | Kim Seong-Eun                | Coreia do Sul   | 2h48'46" |      |
| 33                | Carmen Oliveras              | França          | 2h48'58" |      |
| 34                | Cao Mojie                    | China           | 2h49'15" |      |
| 35                | Renate Wyss                  | Suíça           | 2h50'41" |      |
| 36                | Karina Córdoba               | Argentina       | 2h51'07" | PS   |
| 37                | Mary Davies                  | Nova Zelândia   | 2h51'24" | PS   |
| 38                | Iuliia Andreeva              | Quirguistão     | 2h53'16" |      |
| 39                | Erika Abril                  | Colômbia        | 2h55'13" |      |
| 40                | Lauren Shelley               | Austrália       | 2h55'40" | PS   |
| 41                | Karina Neipán                | Argentina       | 2h56'02" | PS   |
| 42                | Tanith Maxwell               | África do Sul   | 2h56'37" | PS   |
| 43                | Zuleima Amaya                | Venezuela       | 2h58'22" |      |
| 44                | Lanni Marchant               | Canadá          | 3h01'54" | PS   |
| 45                | Nicole Chapple               | Austrália       | 3h05'42" |      |
| 46                | Daneja Grandovec             | Eslovênia       | 3h10'46" | SQ   |
| 47 !              | Nebiat Habtemariam           | Eritreia        | SQ       |      |
| 48 !              | Maria McCambridge            | Irlanda         | NF       |      |
| 49 !              | Krista Duchene               | Canadá          | NF       |      |
| 50 !              | Beata Naigambo               | Namíbia         | NF       |      |
| 51 !              | Helalia Johannes             | Namíbia         | NF       |      |
| 52 !              | Slađana Perunović            | Montenegro      | NF       |      |
| 53 !              | Sultan Haydar                | Turquia         | NF       |      |
| 54 !              | Ümmü Kiraz                   | Turquia         | NF       |      |
| 55 !              | Meselech Melkamu             | Etiópia         | NF       |      |
| 56 !              | Tiki Gelana                  | Etiópia         | NF       |      |
| 57 !              | Mizuki Noguchi               | Japão           | NF       |      |
| 58 !              | Meseret Hailu                | Etiópia         | NF       |      |
| 59 !              | Luvsanlkhündegiin Otgonbayar | Mongólia        | NF       |      |
| 60 !              | Jane Fardell                 | Austrália       | NF       |      |
| 61 !              | Jia Chaofeng                 | China           | NF       |      |
| 62 !              | Yolymar Pineda               | Venezuela       | NF       |      |
| 63 !              | Érika Olivera                | Chile           | NF       |      |
| 64 !              | He Yinli                     | China           | NF       |      |
| 65 !              | Leena Ekandjo                | Namíbia         | NF       |      |
| 66 !              | Valentine Jepkorir Kipketer  | Quênia          | NF       |      |
| 67 !              | María Peralta                | Argentina       | NF       |      |
| 68 !              | Feyse Tadese                 | Etiópia         | NF       |      |
| 69 !              | Kim Mi-Gyong                 | Coreia do Norte | NF       |      |
| 70 !              | Chen Yu-Hsuan                | Taipé Chinesa   | NF       |      |
| 71 !              | Patricia Morceli Bühler      | Suíça           | NP       |      |
| 72 !              | Rosa Chacha                  | Equador         | NP       |      |

Legenda
| Recorde mundial       | Recorde mundial (World record)               |                       | Recorde africano                      | Recorde africano (African) |                                           | Q | Classificado por posição (Qualified) |
| Recorde do campeonato | Recorde do campeonato (Championship record)  | Recorde da América    | Recorde da América (Americas)         | q                          | Classificado por melhor tempo (Qualified) |   |                                      |
| Melhor marca do ano   | Melhor marca do ano (World leading)          | Recorde asiático      | Recorde asiático (Asian)              | DNS                        | Não largou (Did not start)                |   |                                      |
| Recorde nacional      | Recorde nacional (National record)           | Recorde europeu       | Recorde europeu (European)            | DNF                        | Não terminou (Did not finish)             |   |                                      |
| Recorde pessoal       | Recorde pessoal do atleta (Personal best)    | Recorde da Oceania    | Recorde da Oceania (Oceania)          | DSQ / DQ                   | Desclassificado (Disqualified)            |   |                                      |
| Recorde da temporada  | Recorde da temporada do atleta (Season best) | Recorde sul-americano | Recorde sul-americano (South America) | NM                         | Sem marca (No mark)                       |   |                                      |